# Кончаловский, Пётр Петрович (старший)
Пётр Петро́вич Кончало́вский (1839, Севастополь — 15 августа 1904, Москва) — русский литератор, переводчик, издатель. Отец Максима, Петра и Дмитрия Кончаловских.

## Биография
Пётр Петрович был сыном севастопольского морского врача, ходившего в плавание в эскадре Нахимова. Учился на естественном отделении физико-математического факультета Санкт-Петербургского университета, одновременно изучая право. По окончании университета был оставлен при факультете, но женившись на дочери харьковского помещика, уехал в имение жены Ивановку, Старобельского уезда. Однако помещика из него не получилось и очень скоро он был избран мировым судьёй в городе Сватове, Харьковской губернии. В июне 1879 года Пётр Петрович Кончаловский был арестован за пропаганду среди крестьян и по распоряжению харьковского генерал-губернатора выслан под гласный надзор в Холмогоры Архангельской губернии. Однако ссылка была недолгой; в 1879 году для «искоренения южнорусской крамолы» губернатором в Харькове был назначен М. Т. Лорис-Меликов, который по просьбе жены Кончаловского, оставшейся с шестью детьми, разрешил возвратить Кончаловского из ссылки, но при этом добавил: «Я его возвращаю, хоть он такой вредный, что следовало бы его повесить!»

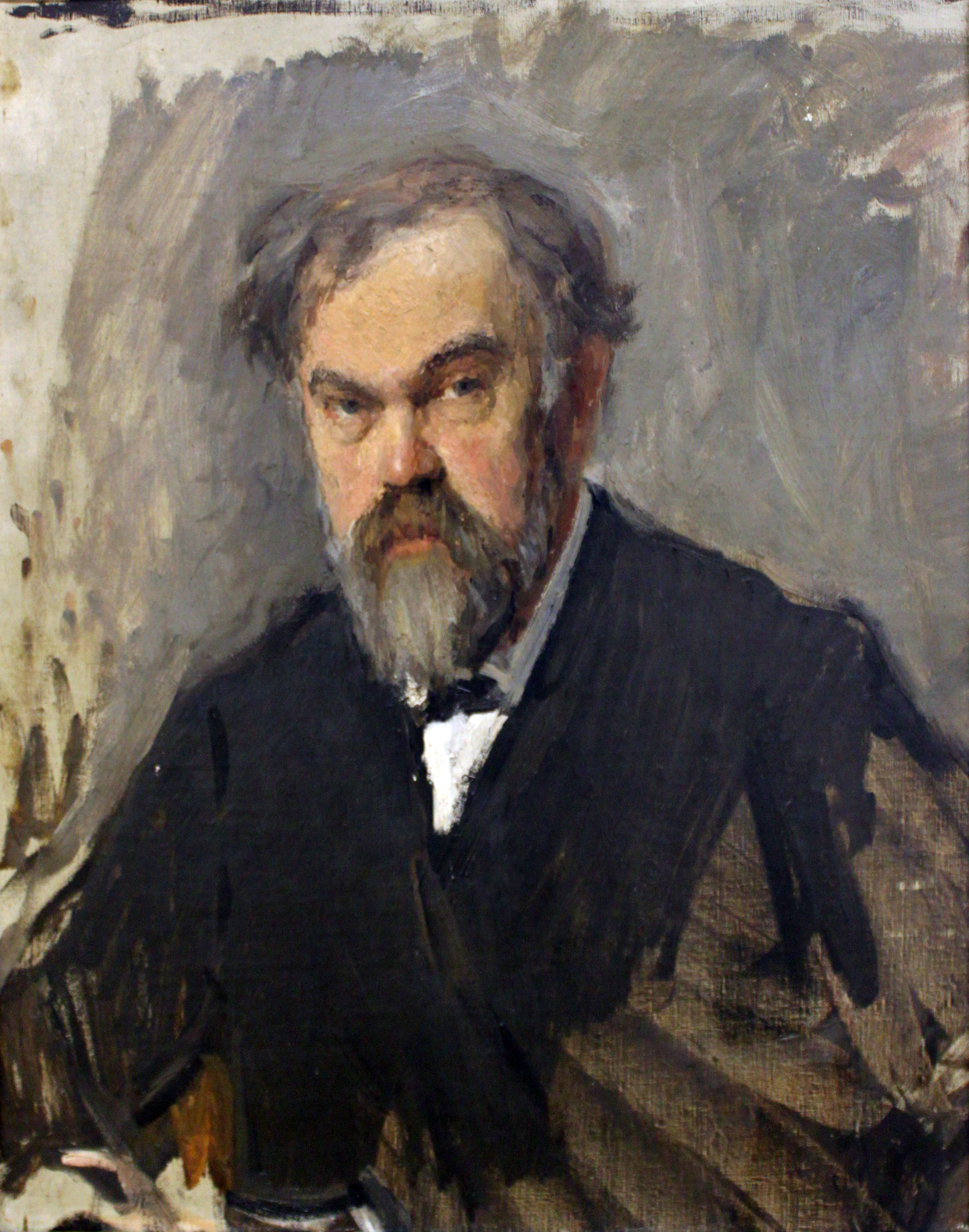
Портрет работы В. Серова, 1891

В ссылке он изучил английский язык и сделал новые, полные переводы «Робинзона Крузо» Дефо и «Гулливера» Свифта. В его переводе также появилась «Новая Элоиза» Руссо.
Вернувшись из ссылки П. П. Кончаловский занялся книгоиздательством. Вместе с французом, врачом Кервилли, он открыл в Харькове книжный магазин, которым заведовала жена. Но вскоре магазин был опечатан, Кервилли выслан во Францию, а Виктория Тимофеевна арестована.
В 1891 году, когда истекал срок собственности фирмы Глазунова на сочинения М. Ю. Лермонтова, у владельцев типографии и книгоиздательства товарищества И. Н. Кушнерёва в Москве явилась мысль осуществить иллюстрированное издание Лермонтова, и они привлекли к этой работе П. П. Кончаловского. Он «привлек к участию в издании Л. О. Пастернака, и именно оттого, что он был первым, на его долю выпала львиная доля работы». Пастернак указал Кончаловскому на В. А. Серова, которому было предложено выполнить рисунки к «Демону»; Серов же привёл к Кончаловскому на его квартиру, в Харитоньевском переулке (в доме Мороховец) М. А. Врубеля, который к тому времени уже долго работал над своим «Демоном». Кончаловский сразу увидел в нём огромный талант и поручил ему исполнить иллюстрации не только к «Демону», но и к «Герою нашего времени» и некоторым стихотворениям. Врубель стал близким другом всей большой семьи Кончаловских (к юбилейному изданию трехтомного собрания сочинений А. С. Пушкина 1899 года Врубелем была сделана чёрная акварель «Клеопатра на ложе» для стихотворения «Египетские ночи»; эту акварель он подарил тогда своему молодому другу, начинающему врачу Максиму Кончаловскому).
Умер в 1904 году. Похоронен на Ваганьковском кладбище (12 уч.).

## Семья
Жена Виктория Тимофеевна Лойко (1841—1912), дочь харьковского помещика. Дочери Антонина (1870—1888), Елена (1872—1935), в замужестве Ясиновская. Сыновья Пётр (1876—1956), художник, Дмитрий (1878—1952), историк-антиковед, правовед, во время Второй мировой войны коллаборационист; с 1945 во Франции.
Одновременно состоял в отношениях с дочерью заводского рабочего Акилиной Максимовной Копаневой. Дочь Виктория (1873—1958), филолог, специалист по русской этимологии. С 1907 года жила во Франции. Сын Максим (1875—1942), врач.